# Batalla de Los Arcos
La batalla de Los Arcos fou un dels combats de la Primera Guerra Carlina.

## Antecedents
La rebel·lió va esclatar després de la convocatòria de les Corts el 20 de juny de 1833 quan el pretendent don Carles, refugiat a Portugal es va negar a jurar lleialtat a Maria Cristina de Borbó-Dues Sicílies i l'1 d'octubre, recolzat per Miquel I de Portugal va reclamar el seu dret al tron.
A la pràctica la rebel·lió, que no van tenir el suport de l'exèrcit va començar el dia 2 a Talavera de la Reina quan els voluntaris reialistes locals van proclamar a Carles rei d'Espanya iniciant una sèrie d'insurreccions de guerrillers, ex militars i voluntaris, assumint en molts casos el control del govern municipal, en general amb poc èxit, excepte al País Basc, Navarra i Logronyo, però sense arribar a controlar més que per poc temps les ciutats d'aquests territoris, i la guerra començà el 6 d'octubre quan el general Santos Ladron de Cegama va prendre Logronyo, passant a Navarra per unir-se amb els revoltats mentre una columna comandada per Manuel Lorenzo sortia en la seva persecució.

## Batalla
L'11 d'octubre els dos exèrcits es trobaren a Los Arcos, i després de capturar el pont els liberals van tallar la possibilitat que fossin flanquejats, i els carlins es van replegar al poble, i finalment van fugir en desordre mentre Santos Ladron de Cegama i uns pocs homes carregava sobre els liberals sent capturat.

## Conseqüències
Santos Ladron de Cegama fou afusellat a Pamplona als pocs dies, sent substituït al comandament carlí per Francisco Iturralde, però la presència carlina quedà afeblida amb la campanya del liberal Pedro Sarsfield i la derrota de la columna carlina que intentava prendre Santander a la batalla de Vargas.
A Catalunya, la rebel·lió de Josep Galceran a Prats de Lluçanès el 5 d'octubre va ser sufocada pel capità general Llauder. A Morella, Rafael Ram de Viu Pueyo va proclamar rei a Carles V el 13 de novembre, però fou capturat i executat pels liberals després de la batalla de Calanda.
Tomás de Zumalacárregui va assumir el lideratge de la direcció dels contingents navarresos el 15 de novembre, i de les tres províncies basques tres setmanes després, reactivant la rebel·lió al nord, organitzant l'exèrcit carlí, unint els batallons d'Àlaba i Navarra i malgrat la manca de munició, els va fer entrar en combat.